# Schleid (bei Bitburg)

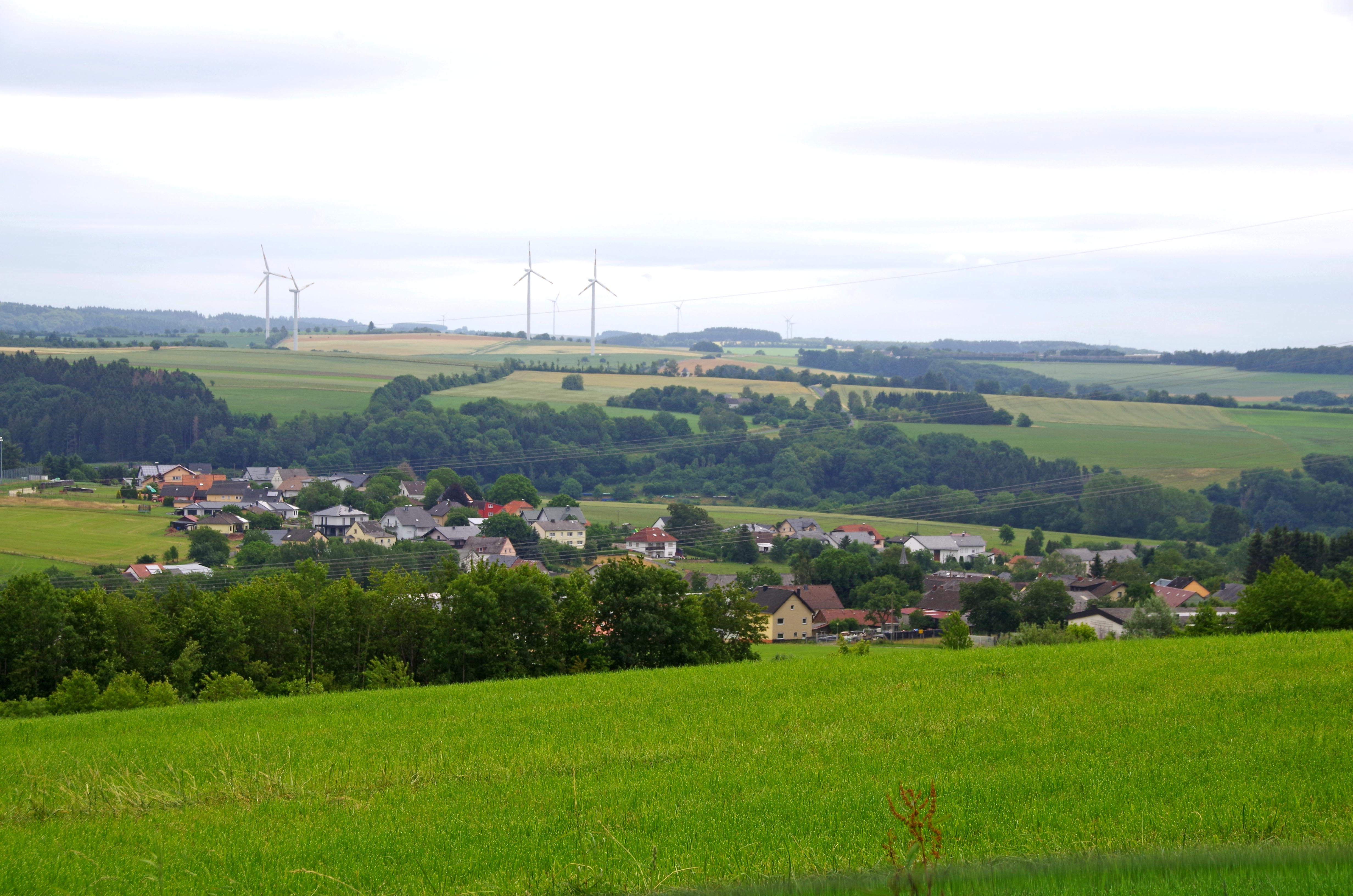
Schleid von Nordwesten

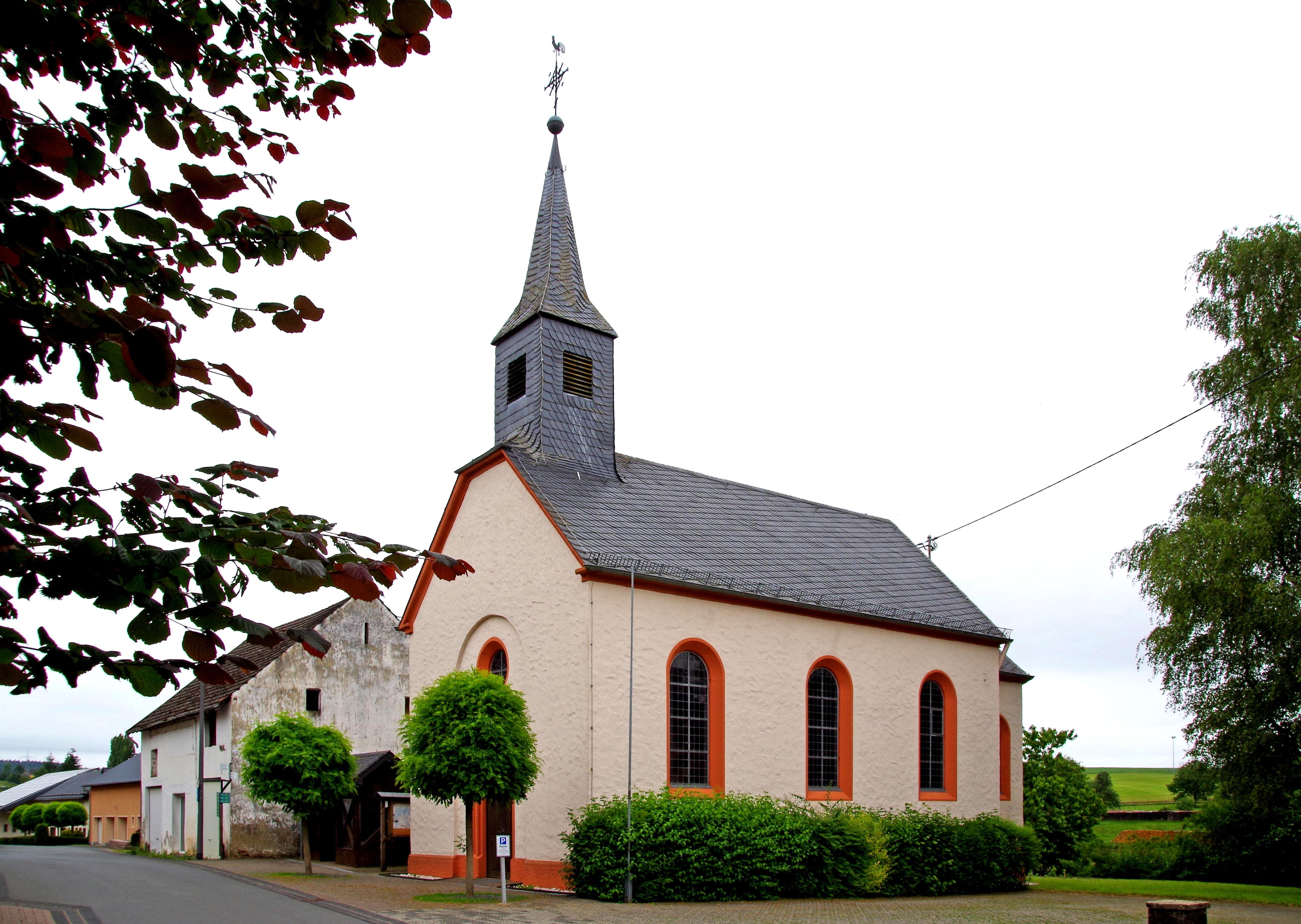
St. Barbara (1840), Südansicht

Schleid ist eine Ortsgemeinde im Eifelkreis Bitburg-Prüm in Rheinland-Pfalz. Sie gehört der Verbandsgemeinde Bitburger Land an.

## Geographie
Die Gemeinde liegt in der Südwesteifel, ca. 14 km nordwestlich der Kreisstadt Bitburg. Unmittelbar westlich der Ortschaft verläuft die Bundesautobahn 60, an der die nächste Anschlussstelle Bitburg etwa 5 km entfernt liegt. Von dem 6,24 km² großen Gemeindegebiet werden 51 % landwirtschaftlich genutzt, 37 % sind von Wald bestanden (Stand 2017). Nordwestlich des Dorfes liegt der Hardberg mit einer Höhe von 495,4 m ü. NHN.
Zu Schleid gehören auch die Wohnplätze Behfels, Burg, Hof Bennes, Hof Wilhelmshöhe, Mittelwies und Pintenhof.
Nachbarorte sind die Ortsgemeinden Seffern im Nordosten, Bickendorf im Südosten, Ehlenz im Südwesten und Heilenbach im Nordwesten, sowie die bereits zur Verbandsgemeinde Prüm gehörende Ortsgemeinde Nimshuscheid im Norden.

## Geschichte
Das Gebiet um Schleid war schon in der Frühzeit besiedelt, was durch den Fund eines römischen Brandgrabes belegt werden konnte. Dieses wurde 1960 beim Sandabbau in einem Waldgebiet nordwestlich von Schleid zerstört. Man konnte lediglich noch einen Krug, eine Art Urne sowie Aschenreste bergen. Die Bestattung wurde in die Zeit zwischen 500 v. und 500 n. Chr. eingeordnet.
Urkundlich wurde der Ort erstmals 893 im Prümer Urbar als „Vuerscleite“ erwähnt. Die Abtei besaß zu der Zeit dort neun Mansen (Höfe).
Schleid gehörte bis zum Ende des 18. Jahrhunderts landesherrlich zum Kurfürstentum Trier, unterstand aber zwei verschiedenen Verwaltungen bzw. Gerichtsbarkeiten. Der südwestliche Teil gehörte zum Amt Kyllburg, der nordöstliche Teil zum Amt Prüm (ursprünglich Fürstentum Prüm).
Nach der Einnahme des Linken Rheinufers durch französische Revolutionstruppen (1794) gehörte Schleid von 1798 bis 1814 zum Kanton Kyllburg im Saardepartement. Aufgrund der auf dem Wiener Kongress getroffenen Vereinbarungen wurde die Region 1815 dem Königreich Preußen zugeordnet. Unter der preußischen Verwaltung wurde die Gemeinde Schleid 1816 der Bürgermeisterei Seffern im neu errichteten Kreis Bitburg im Regierungsbezirk Trier unterstellt. 1856 kam die Gemeinde Schleid verwaltungsmäßig zur Bürgermeisterei Bickendorf, die 1927 in Amt Bickendorf umbenannt wurde. Als Folge des Ersten Weltkriegs war die gesamte Region dem französischen Abschnitt der Alliierten Rheinlandbesetzung zugeordnet. Nach dem Zweiten Weltkrieg wurde Schleid innerhalb der französischen Besatzungszone Teil des damals neu gebildeten Landes Rheinland-Pfalz. Seit 1970 gehörte Schleid der Verbandsgemeinde Bitburg-Land an, die am 1. Juli 2014 in die Verbandsgemeinde Bitburger Land aufging.
Bevölkerungsentwicklung
Die Entwicklung der Einwohnerzahl von Schleid, die Werte von 1871 bis 1987 beruhen auf Volkszählungen:
| Jahr | Einwohner |
| ---- | --------- |
| 1815 | 188       |
| 1835 | 284       |
| 1871 | 377       |
| 1905 | 371       |
| 1939 | 394       |
| 1950 | 394       |

| Jahr | Einwohner |
| ---- | --------- |
| 1961 | 421       |
| 1970 | 441       |
| 1987 | 402       |
| 2005 | 376       |
| 2011 | 373       |
| 2017 | 378       |

## Politik

### Gemeinderat
Der Gemeinderat in Schleid besteht aus acht Ratsmitgliedern, die bei der Kommunalwahl am 9. Juni 2024 in einer Mehrheitswahl gewählt wurden, und dem ehrenamtlichen Ortsbürgermeister als Vorsitzendem. Bei der Wahl 2019 wurde in einer personalisierten Verhältniswahl gewählt, da zwei Wahvorschlagslisten eingereicht wurden.
Die Sitzverteilung im Gemeinderat:
| Wahl | WGG *             | WGM *             | Gesamt  |
| 2024 | per Mehrheitswahl | per Mehrheitswahl | 8 Sitze |
| 2019 | 6                 | 2                 | 8 Sitze |

### Bürgermeister
Stephan Grengs wurde am 25. Juni 2014 Ortsbürgermeister von Schleid. Bei der Direktwahl am 26. Mai 2019 wurde er mit einem Stimmenanteil von 90,99 % und am 9. Juni 2024 als einziger Bewerber mit 83,1 % für jeweils weitere fünf Jahre in seinem Amt bestätigt.
Sein Vorgänger Hermann Propson hatte das Amt von 2004 bis 2014 ausgeübt.

### Wappen
| Wappen von Schleid | [ 14 ] |
| Wappen von Schleid | Wappenbegründung: Der Schleidter Bach teilte den Ort früher auf die Grundherrschaften der Reichsabtei Prüm und des Kurfürstentums Trier auf. Diese Gegebenheit wird für den Bach durch den silbernen Wellenpfahl und für die Zweiteilung durch die beiden Abtskrümmen symbolisiert. Rot und Silber sind die Farben der Abtei Prüm. |

## Sehenswürdigkeiten
Die Filialkirche St. Barbara wurde 1840 errichtet und zwischen 1880 und 1890 ausgebaut. Sehenswert sind des Weiteren die Burgkapelle aus dem Jahre 1909 und die von Wallgräben umgebene keltische Fliehburg.
In der Denkmalliste des Landes Rheinland-Pfalz (Stand: 2024) sind zudem sieben Wegekreuze im Ort und in der Gemarkung als Kulturdenkmäler ausgewiesen.
Weiterhin befindet sich östlich des Ortes in Richtung Seffern ein aus dem Jahre 1661 stammendes Pestkreuz.

## Verkehr
Schleid liegt an der Kreisstraße 76, die im Nordosten bei Seffern zur Landesstraße 5 und in südwestlicher Richtung zur Kreisstraße 75 führt.